# Sapequinha
"Sapequinha" é uma canção do cantor e compositor brasileiro Eduardo Costa, inclusa em seu álbum de estúdio intitulado Vivendo e Aprendendo. 
A canção foi lançada como primeiro single do álbum no dia 10 de julho de 2015.
"Sapequinha" alcançou o topo da Brasil Hot 100 Airplay em 17 de agosto de 2015, aonde permaneceu 1 semana em #1.

## Videoclipe
O videoclipe da canção foi lançado no dia 7 de julho de 2015, parte das imagens foram registradas no Haras Eduardo Costa, mantido pelo cantor em Esmeraldas (MG). Neste local é onde passa a maior parte das cenas envolvendo o casal. Porém, o videoclipe tem um clima latino, com muita dança. As coreografias foram gravadas no Centro Histórico de Santos (SP). No vídeo, Eduardo faz par romântico com a bela atriz Yanna Lavigne, conhecida por participações em novelas da Rede Globo. A direção do vídeo é de Alex Batista.
| “ | “Amei gravar em Santos, um cenário incrível, parece cidade histórica inglesa. Ainda mais com a Yanna, uma atriz maravilhosa, um ser humano incrível. É a primeira vez que gravo uma música assim, bem pra cima, feliz, sensual, pegada latina, cigana e que tem tudo a ver com meu cotidiano" | ” |

, comemora o cantor.

## Lista de faixas
| Download digital |              |         |  |
| N.º              | Título       | Duração |  |
| 1.               | "Sapequinha" | 3:11    |  |

## Desempenho nas tabelas musicais
| Tabela musical (2015)                                 | Melhor posição |
| ----------------------------------------------------- | -------------- |
| Brasil - Billboard Brasil Hot 100 Airplay             | 1              |
| Brasil - Billboard Brasil Regional Goiânia Hot Songs  | 1              |
| Brasil - Billboard Brasil Regional Curitiba Hot Songs | 1              |
| Brasil - Billboard Brasil Regional Vitória Hot Songs  | 1              |

### Tabelas de fim-de-ano
| Tabela musical (2016)                     | Melhor posição |
| ----------------------------------------- | -------------- |
| Brasil - Billboard Brasil Hot 100 Airplay | 97             |